# Исландия на Универсиадах
Исландия принимает участие в Универсиадах начиная с летней Универсиады 1970 года в Турине. На зимних Универсиадах спортивная делегация Исландии участвует начиная с Универсиады 1981 года в Хаке.
На настоящее время (после летней Универсиады 2021 и зимней Универсиады 2023) спортсмены Исландии на всех Универсиадах медалей не завоевали.